# Ruhana Kuddus
Ruhana Kuddus, ou Rohana Kudus (ancienne orthographe : Roehana Koeddoes ; 20 décembre 1884 – 17 août 1972) est la première femme journaliste indonésienne, fondatrice du journal Soenting Melajoe (en) et militante pour l'émancipation des femmes.

## Biographie

### Jeunesse
Elle est née Siti Ruhana le 20 décembre 1884, dans le village (nagari) de Koto Gadang, kabupaten d'Agam, dans l'arrière-pays de Sumatra occidental, Indes orientales néerlandaises. Son père Mohammad Rasjad Maharaja Soetan est le procureur en chef du kabupaten de Jambi et plus tard de Medan. Kuddus est la demi-sœur de Sutan Sjahrir et une cousine d'Agus Salim, tous deux intellectuels et hommes politiques importants du mouvement d'indépendance indonésien. Elle est aussi une tante (mak tuo) du poète indonésien Chairil Anwar. Elle étudie avec son père, qui lui enseigne la lecture et les langues. Lorsque son père est affecté à Alahan Panjang (en), dans l'ouest de Sumatra, elle demande à ses voisins (y compris la femme d'un autre procureur) de lui apprendre à lire et à écrire en jawi et en latin, ainsi que des compétences ménagères telles que la fabrication de dentelle,,,. Après la mort de sa mère en 1897, elle retourne à Koto Gadang et s'intéresse de plus en plus à l'enseignement des travaux manuels et à la lecture du Coran aux filles, bien qu'elle soit encore une enfant,.

### Mariage et famille
En 1908, à l'âge de 24 ans, Ruhana Kuddus épouse Abdoel Koeddoes, un notaire, et devient connue sous le nom de Roehana Koeddoes. Abdoel Koeddoes soutient les efforts de sa femme pour éduquer les femmes,.

### Carrière éducative
Ses premiers efforts pour une forme d'éducation plus organisée ont lieu en 1905 lorsqu'elle créé une école artisanale à Koto Gadang.
En février 1911, elle décide de fonder une société éducative plus organisée pour les femmes, nommée Kerajinan Amai Setia, avec une école visant spécifiquement à enseigner aux filles l'artisanat et les compétences au-delà de leurs tâches ménagères ordinaires, ainsi que la lecture du jawi et de l'écriture latine et la gestion d'un ménage. Durant cette période, elle doit faire face à l’opposition de nombreuses sources qui résistent au changement et à l’avancement des femmes. Avec le soutien de son mari, Kuddus persiste et finit par convaincre les gens de son côté, recrutant finalement une soixantaine d'étudiantes.
L'école reçoit la reconnaissance officielle du gouvernement en 1915 et devient un centre pour les artisans travaillant avec le gouvernement néerlandais sur la vente de leurs œuvres dans les grandes villes et à l'étranger. C'est le seul producteur artisanal qui répond aux normes internationales d'achat.
Elle continue à travailler dans l’éducation tout en devenant journaliste. En 1916, elle est nommée enseignante dans une école pour Indonésiens à Payakumbuh, dans l'ouest de Sumatra.

### Carrière de journaliste

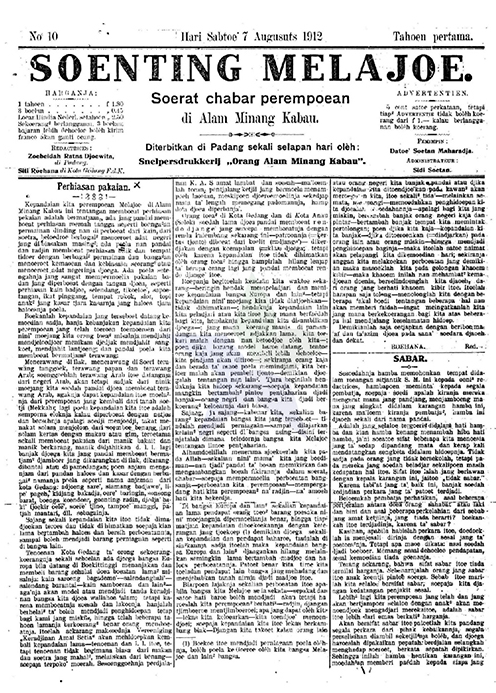
Soenting Melajoe, 7 août 1912.

Kuddus ne se contente pas d’enseigner l’artisanat aux femmes. Elle croit à l’éducation des femmes dans leur ensemble. L'année suivante, elle envoie une lettre à Mahyuddin Datuk Sutan Maharadja (en), rédacteur en chef d'Oetoesan Melajoe (EYD : Utusan Melayu), qui propose de lancer un journal destiné aux femmes.
Maharadja a déjà entendu parler des activités éducatives de Kuddus, et donc le 10 juillet 1912, le premier numéro de Soenting Melajoe ( EYD : Sunting Melayu), un journal en langue malaise destiné aux femmes, est lancé. Le nom du journal fait référence au Sunting, une coiffe traditionnelle portée par les femmes, mais c'est aussi un jeu de mots avec un autre mot signifiant éditer ou corriger. Elle devient rédactrice en cheffe, assistée de Zoebaidah Ratna Djoewita, la fille de Mahyuddin Datuk Sutan Maharadja. Elle déclare que le journal aura pour objectif d'améliorer le niveau d'éducation des femmes indonésiennes, d'autant plus que peu d'entre elles savent lire le est disponible en langue malaise (indonésienne). Le journal traite des questions sociales de l'époque, notamment du traditionalisme, de la polygamie, du divorce et de l'éducation des filles. La plupart des contributeurs sont des épouses de fonctionnaires du gouvernement ou d'aristocrates. Finalement, la publication continue du journal inspire la création de davantage de sociétés éducatives comme celle que Ruhana Kuddus a créée en 1911.
En 1913, elle accompagne la famille Westenenk aux Pays-Bas pendant un certain temps pour parfaire son éducation. Après son retour aux Indes néerlandaises, elle continue à éditer Soenting Melajoe.
Début 1921, elle quitte Soenting Melajoe pour des raisons inconnues et Soetan Maharadja nomme sa propre fille Retna Tenoen comme nouveau rédactrice en cheffe. Cependant, Soenting Melajoe ne dure pas longtemps après cela et imprime son dernier numéro en janvier 1921 avec l'autre journal de Soetan Maharadja, Oetoesan Melajoe.

## Mort et honneurs
Ruhana Kuddus décède à Jakarta le 17 août 1972, la 27e année où le jour de l'indépendance indonésienne est célébré. Elle est enterrée au cimetière de Karet Bivak.
En 1974, le gouvernement régional de Sumatra occidental lui rend hommage en tant que première femme journaliste (Wartawati Pertama),. Elle est également récompensée en tant que pionnière de la presse indonésienne (Perintis Pers Indonesia) en 1987 et reçoit la Star on Service, 1re classe (Bintang Jasa Utama) en 2007,.
Le 7 novembre 2019, le gouvernement indonésien déclare Ruhana Kuddus Héros national d'Indonésie par le décret présidentiel n°120/TK/2019 et la donne à son petit-fils comme héritier le jour suivant,. Deux ans plus tard, elle est célébrée dans un Google Doodle.

## Héritage
Son nom est utilisé (avec une version populaire) pour une salle du complexe sportif Gelora Haji Agus Salim, comme nom de rue à Padang, y compris une marque déposée de keripik sanjai situé sur la même route,,.